# Burg Unterdrauburg
Die Unterdrauburg ist eine mittelalterliche Burgruine oberhalb der slowenischen Gemeinde Dravograd (deutsch: Unterdrauburg).

## Lage
Die Ruine der Höhenburg befindet sich in 475 m Höhe auf dem Schlossberg (slowenisch: Grajski hrib), der sich am Rande der Stadt und am nördlichen Drauufer befindet. Sie liegt 85 m über der Stadt und gewährt einen weiten Ausblick ins Drau- und ins Mießtal. Damit kontrollierte sie im Mittelalter den Handel auf der Drau und der Mieß (slowenisch: Meža) sowie die Furt über die Drau.

## Name

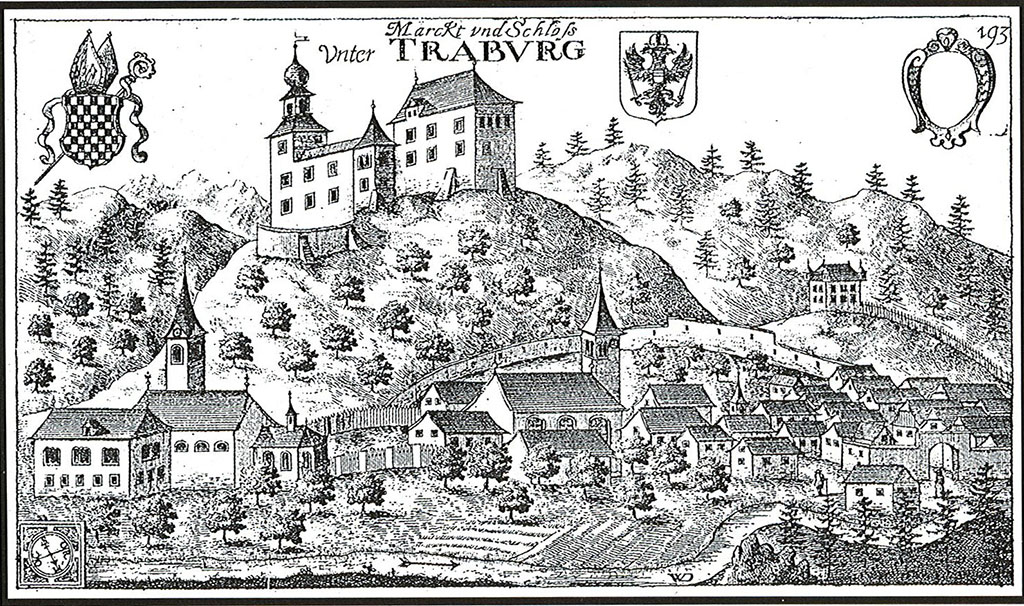
Markt und Schloss Unterdrauburg, Stich von 1681 von Johann Weichard von Valvasor

Die Burg wurde zum ersten Mal als castrum Trahburck erwähnt. Später setzte sich der Name Unterdrauburg durch, da diese das Ende der Drau im Herzogtum Kärnten anzeigte; im Gegensatz zu Oberdrauburg, wo die Drau nach Kärnten hineinfließt. Seltener gebraucht wurde der Name Burg Buchenstein. Auf Slowenisch hieß die Burg bis 1945 grad Tráberk, nach dem slowenischen Namen für Unterdrauburg. Ab 1945 wurde der Name grad Dravograd eingeführt, Grundlage der Namensänderung war ein Gesetz aus dem Jahre 1948, das die Umbenennung aller religiösen und deutschen Bezeichnungen für Orte, Plätze und Straßen vorsah.

## Geschichte
Erste schriftliche Zeugnisse über die Unterdrauburg berichten über einen Rechtsstreit: Der Abt des Stifts Sankt Paul im Lavanttal beschwerte sich am 9. August 1177 bei Papst Alexander III., dass das castrum Trahburck widerrechtlich auf dem Grund des Klosters errichtet wurde. Angeklagt wurde Cholo I. (auch: Kolo I.) von Trixen, ein steirischer Ministerialer, der mit den Spanheimern verwandt war und der die Burg vor 1161 errichten ließ. In einer Urkunde wird um 1161 von einem Ortolfus senior de Traberch berichtet. Der Papst beauftragte daraufhin den Salzburger Erzbischof Konrad III. von Wittelsbach und den Bischof von Gurk, Roman von Leibnitz, mit der Zerstörung der Burg. Weil jedoch Papst Alexander III. in Streit mit Kaiser  Friedrich Barbarossa lag und der Salzburger Bischofssitz umstritten war, kam es nicht zur Abtragung der Burg. Da Cholo nicht mehr zu vertreiben war, schloss das Stift St. Paul zwischen 1180 und 1190 einen Vergleich mit Cholo und seinem Bruder Heinrich I. von Trixen: Das Gebiet blieb unter Oberhoheit des Stiftes und die Trixener behielten die Burg und das umgebende Gebiet als Lehen. Die Burg wurde immer bedeutender, so dass sich Otto I. von Trixen 1208 auch Otto von Traberch nannte. Dies taten auch seine Nachfahren.

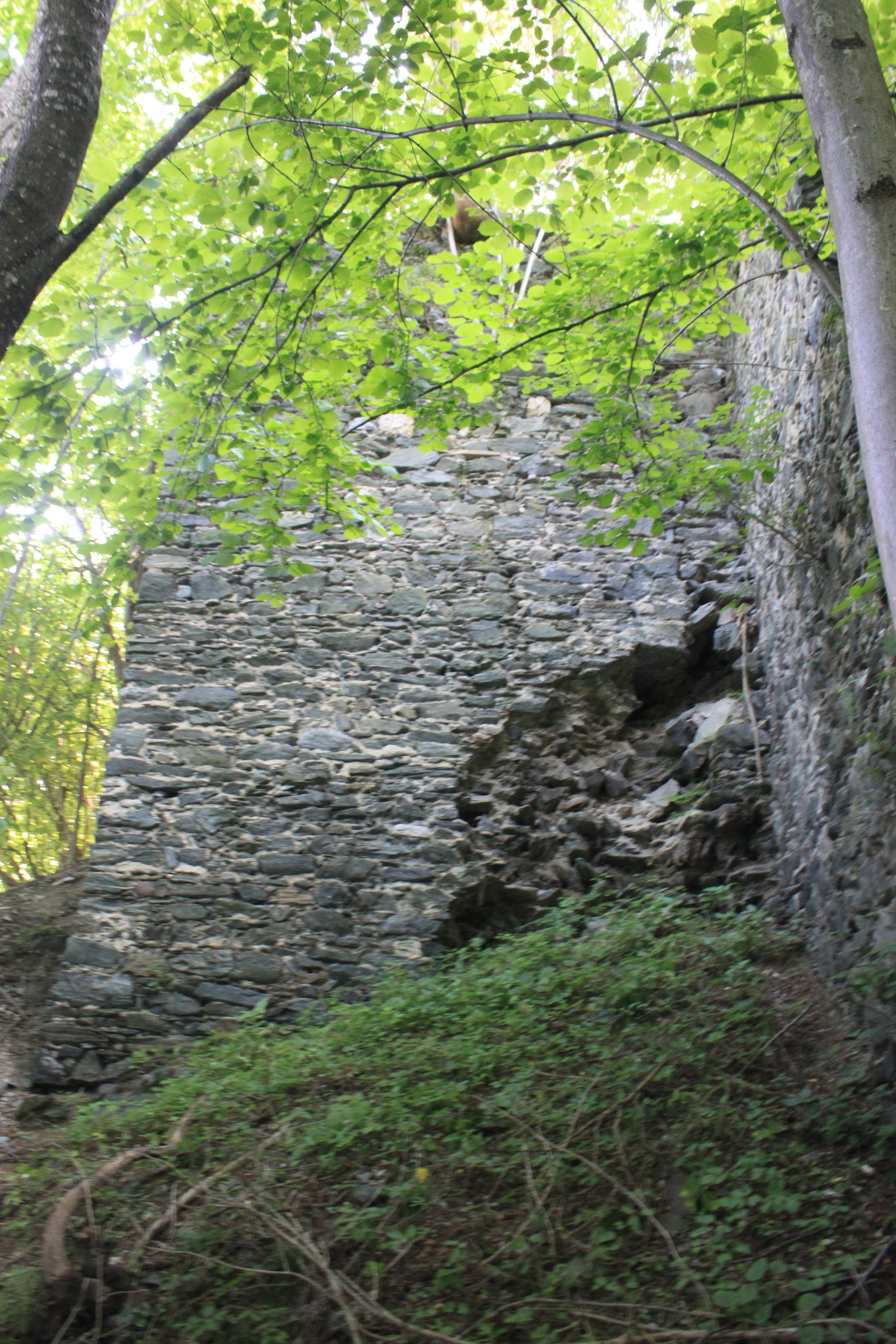
Reste des ca. 1160 erbauten Bergfrieds

1261 stirbt das Geschlecht der Trixener aus (nach anderen Quellen 1278) und Graf Heinrich von Pfannberg erwirbt gegen eine Geldzahlung die Unterdrauburg als Lehen des Klosters St. Paul. Nach dem Tode Heinrichs 1282 erbte die Burg sein ältester Sohn Herrmann, der 1286 oder 1287 verstarb. Seine Ehefrau war Elisabeth von Heunburg, die Tochter Ulrich II. von Heunburg, so dass ab 1286/87 Graf Ulrich II. Besitzer der Burg war. 1303 heiratete Elisabeth Heinrich von Hohenlohe und brachte die Herrschaft Unterdrauburg als Mitgift in ihre zweite Ehe ein.

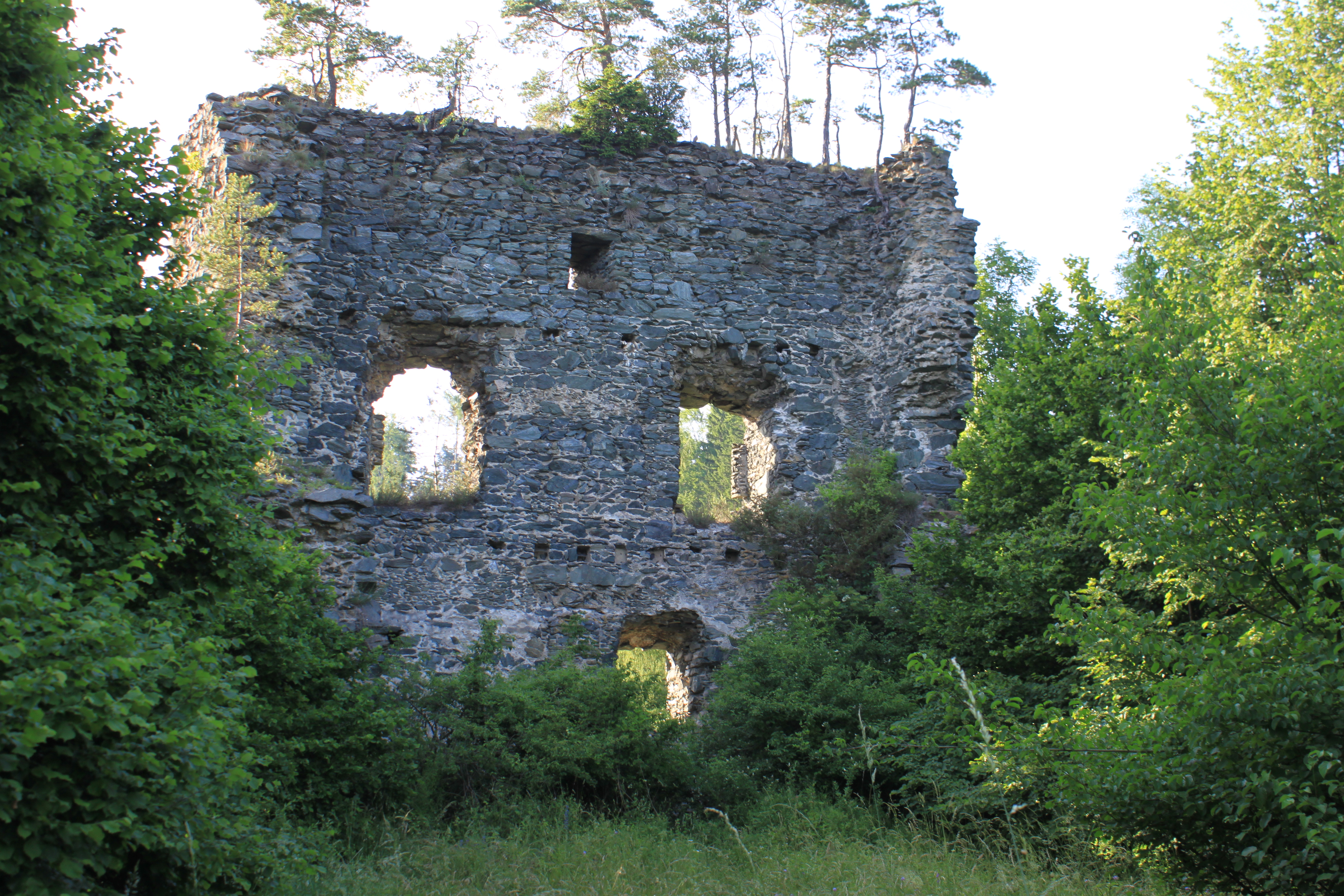
Südseite des Palas, erbaut circa 1160

1304 erkennt Herzog Heinrich von Kärnten die alten Lehensrechte des Stifts St. Paul für Burg und Herrschaft an. Sein Nachfolger, der Herzog von Kärnten und der Krain, Otto III. erwirbt von Abt Weriand kurz darauf Herrschaft und Burg Unterdrauburg. Damit endete vorläufig die Beziehung des Klosters mit der Unterdrauburg. Otto III. verpfändete nach dem Kauf die Burg an seinen Ministerialen Konrad III. von Auffenstein. Konrad III. ließ die Burg bis 1328 umbauen, die Kosten wurden unter Herzog Heinrich IV. von Kärnten auf das Pfand angerechnet. Konrad starb 1368 bei der Schlacht von Bleiburg, als er an einem Aufstand gegen die Habsburger Herzöge Albrecht III. und Leopold III. teilnahm.
So kam die Burg 1368 an die Habsburger, welche die Herrschaft Unterdrauburg an die Stubenberger verliehen. 1375 wird die Burg und Herrschaft Unterdrauburg an Johann von Liechtenstein verliehen. Bereits zwölf Jahre später wird sie 1387 dem Grafen Hermann II. von Cilli als Lehen gegeben. Bei den Grafen von Cilli bleibt Burg und Gebiet, bis der letzte Graf von Cilli Ulrich II. am 9. November 1456 stirbt. Laut Erbvertrag fielen Burg und Herrschaft zurück an die Habsburger, in deren Besitz es bis 1613 blieb.
In diesem Jahr erwarb der Fürstbischof von Lavant, Georg III. von Palmburg, Unterdrauburg für sein Bistum. Am 8. Juni 1629 konnte Abt Hieronymus Marchstaller Burg und Herrschaft Unterdrauburg wieder für das Stift St. Paul für 20.000 Gulden erwerben. In der zweiten Hälfte des 18. Jahrhunderts zerstörte ein Brand große Teile der Burg; sie wurde aber umgehend wieder aufgebaut.
Am 10. April 1787 wurde unter Kaiser Joseph II. das Kloster St. Paul im Rahmen der Josephinischen Kirchenreform aufgelöst und samt seinen Besitzungen verkauft.
So kam Graf Alois von Kuenburg in den Besitz des Gebietes. Die Kuenburger verkauften die Burg 1838 an David Dumreicher (fälschlich Sumreicher), der die Burg 1846 aufgab und verfallen ließ.
Die Burgruine ist heute in einem schlechten Zustand. Sie steht seit dem 6. Dezember 1996 unter Denkmalschutz.

## Beschreibung
Die Burg war nach Nordwest-Südost ausgerichtet, so dass man vom Hauptturm der Kernburg einen Blick auf die Mündung der Mieß in die Drau und auf den am Fluss liegenden Ort samt Brücke über die Drau hatte. Die Anlage hatte eine Größe von ungefähr 66 m Länge und 18 m Breite. Vom einstigen quadratischen Burgfried mit ca. 7 m Außenlänge sind nur noch die Grundmauern erhalten. Von der Vorburg, die sich südöstlich anschloss, sind nur noch südliche Mauerreste vorhanden. Die Vorburg hatte ungefähre Ausmaße von 40 m Länge und 20 m Breite.
Am besten erhalten ist noch der Wohnturm, von dem noch drei Außenmauern stehen, die innere Mauer zum Burghof ist eingestürzt. Der Turm hatte  Außenmaße von 9 m auf 12,5 m.
Das ganze Burggelände ist gegenwärtig (Stand 2020) von Bäumen bewachsen und dadurch in seinem Erhalt gefährdet.

## Historische Bilder der Unterdrauburg

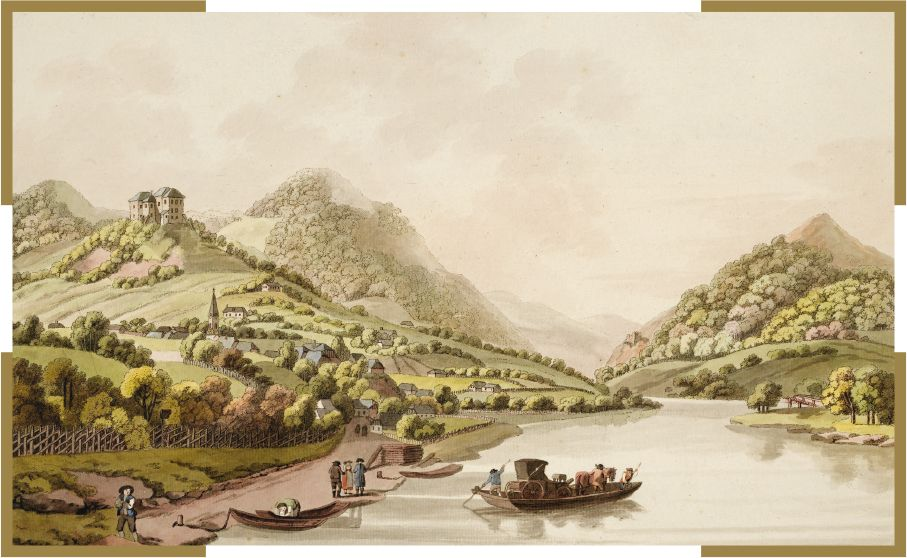
Unterdrauburg um 1800; Radierung von F. Runk und J. Ziegler.
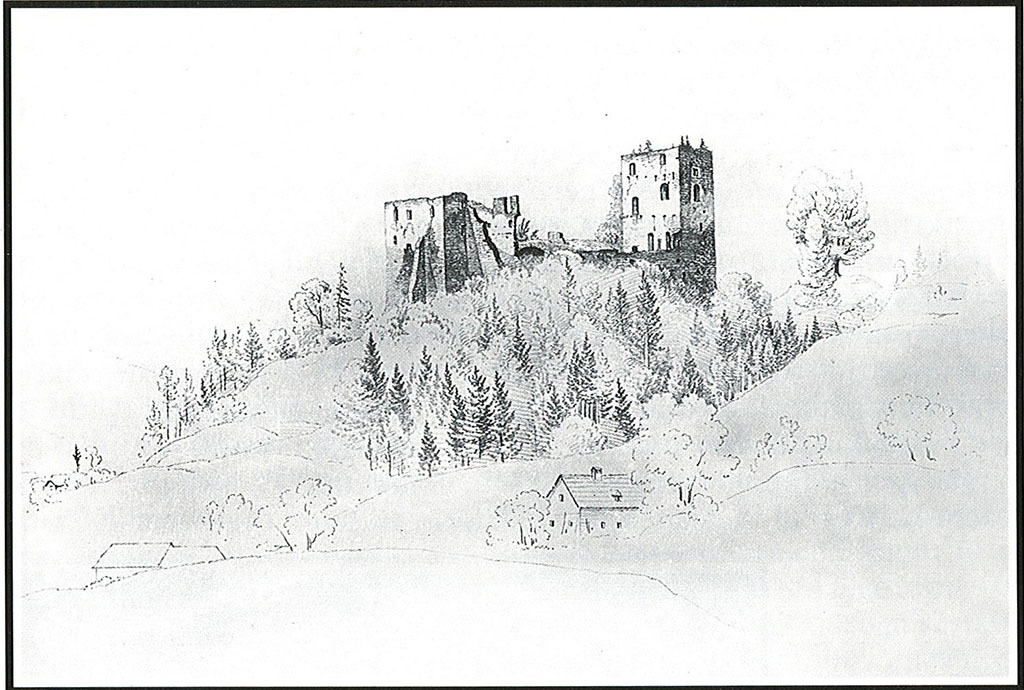
Unterdrauburg 1860; Zeichnung von Markus Pernhart.
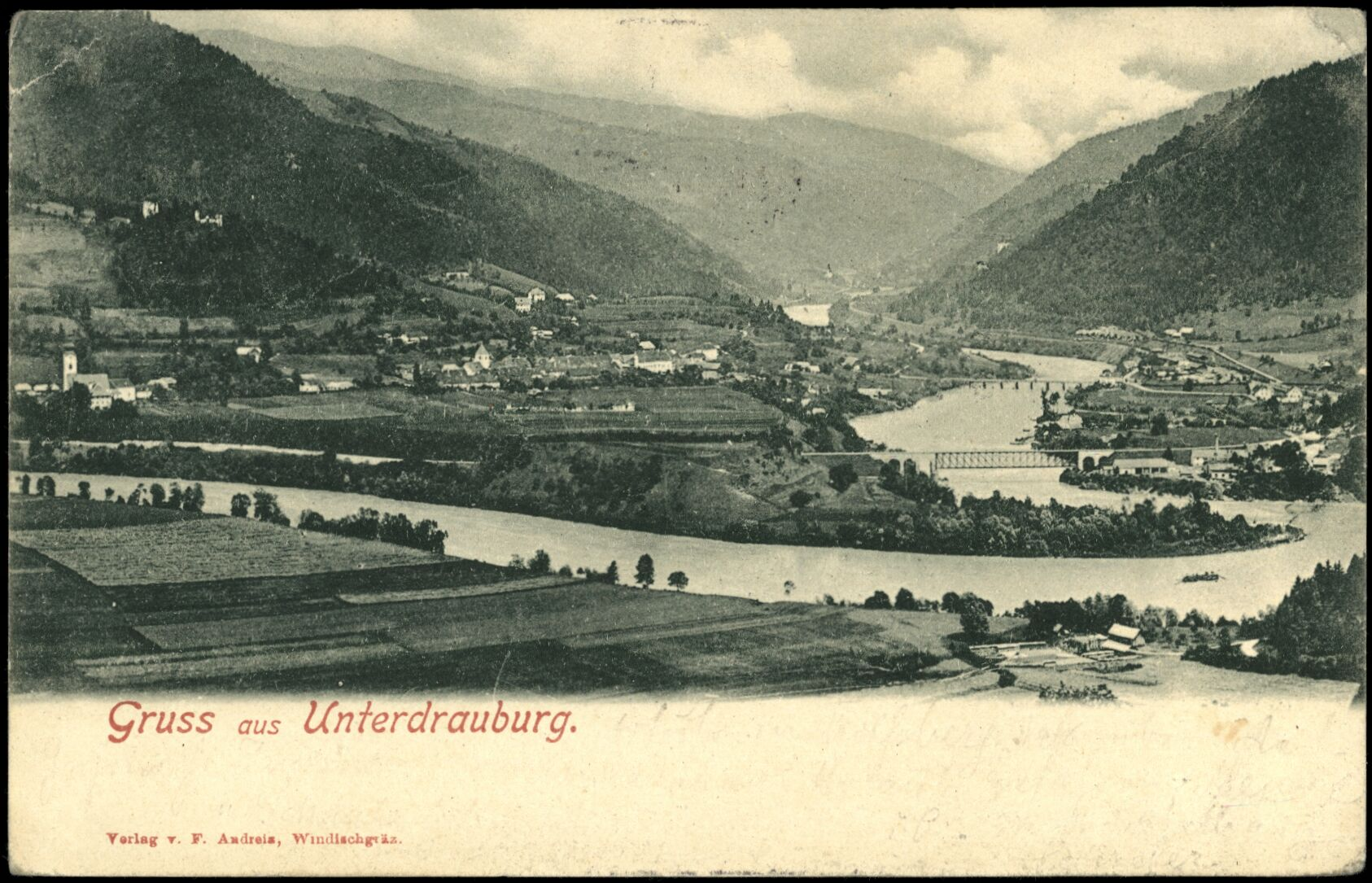
Postkarte von 1899 mit Markt und Burg Unterdrauburg
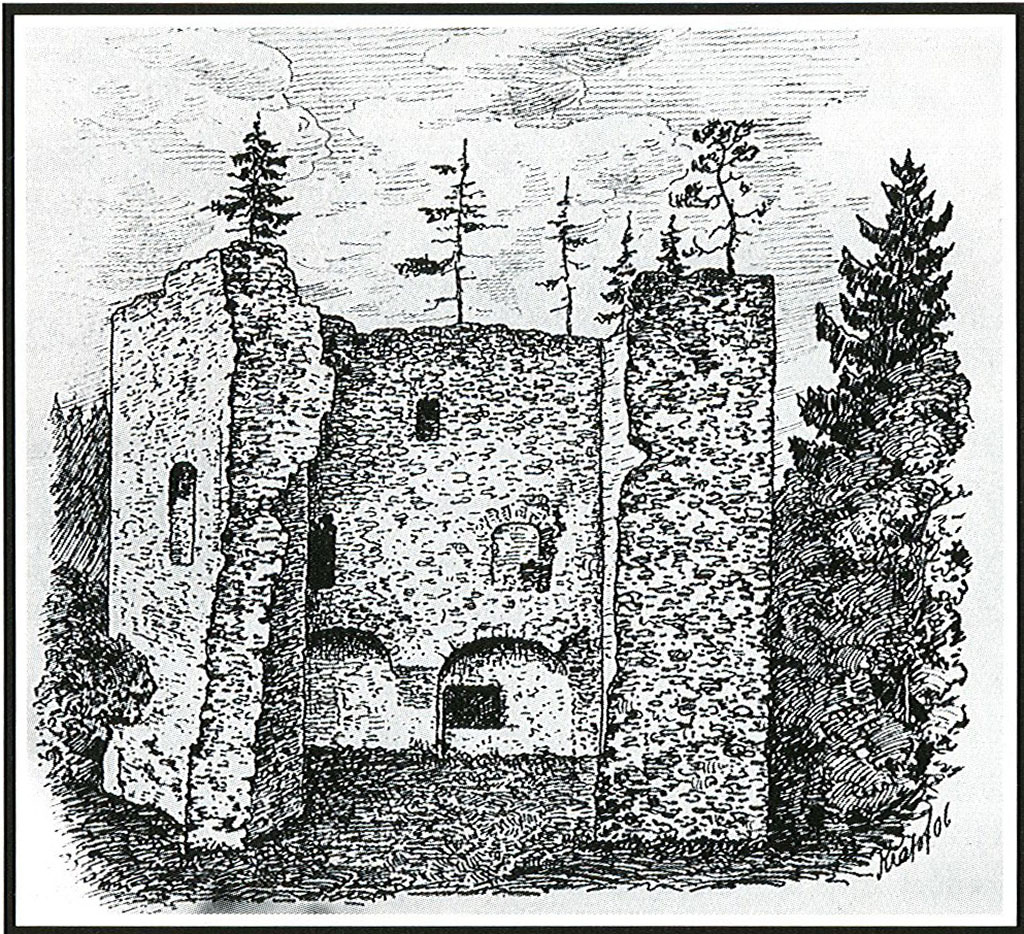
Die Burgruine 1906; gemalt von Otto Piper.